# Asura fuscifera
Asura fuscifera är en fjärilsart som beskrevs av Swinhoe 1894. Asura fuscifera ingår i släktet Asura och familjen björnspinnare. Inga underarter finns listade i Catalogue of Life.